# Тайц, Яков Моисеевич
Яков Моисеевич Тайц (12 апреля 1905, Сморгонь — 4 апреля 1957, Москва) — советский детский писатель, переводчик.

## Биография
Сын еврейского писателя Мойше Хаимовича Тайча (Тайтша) (1882—1935).
Автор детских книг, иллюстратор. Переводчик классиков еврейской литературы.
Окончил в Москве Высший художественно-технический институт (1929). Начал печататься в 1930. Автор книг для детей и о детях: «Обидная команда» (1931), сборник рассказов «Откуда ты?» (1935), «Антон и Антоновка» (1936) и др. Цикл новелл «Неугасимый свет» (опубл. 1958) воскрешает детские годы писателя. Характерной особенностью творчества Тайца является почти полное отсутствие отрицательных персонажей, вследствие чего его герои если и ведут борьбу, то только с собственными незначительными недостатками. Рассказы и повести писателя в основном посвящены повседневной жизни, в них почти не встречаются приключения, какие-либо неожиданные происшествия. Тематика рассказов Тайца разнообразна: о бойцах Красной Армии, о еврейском мальчике Янкеле, о малышах и ребятах постарше.
Похоронен на Донском кладбище.

## Семья
Первая жена — Розалия Тайц (урождённая Хелем, 1910—1954). Дочь — Мария Гладилина (род. 1935), выпускница МГТУ, жена писателя Анатолия Гладилина. Сын — Пётр Тайц (1938—1988).
Вторая жена — Раиса Тайц (урождённая Коган, ум. 1981), редактор; с 1975 года с сыновьями-близнецами Павлом и Егором Коганами (снявшимися в фильмax Ролана Быкова «Телеграмма» и Ирины Тарковской «Как стать мужчиной», 1970) — в США.

## Книги
- Тайц Я. Воротничок. — М.: Детиздат, 1938. — 100 с.
- Тайц Я. Рассказы. — М.: ДетГиз, 1939. — 76 с.
- Тайц Я. Рудый камень : О выдающемся стахановце-бурильщике А. Семиволосе. — М.; Л. : Детиздат ЦК ВЛКСМ, 1941. — 48 с. — 25 000 экз.
- Тайц Я. Родник. — М.: ДетГиз, 1952. — 184 с.
- Тайц Я. Рассказы и повести. — М.: ДетГиз, 1956. — 576 с. || . — М.: Детская литература, 1964. — 640 с. — 100 000 экз.
- Тайц Я. Дымок. — М.: ДетГиз, 1958. — 36 с. — 215 000 экз.
- Тайц Я. Советской страны пионер. — М.: ДетГиз, 1958. — 592 с.
- Тайц Я. Солдатский подвиг (Сборник). — М.: ДетГиз, 1958. — 203 с.
- Тайц Я. Неугасимый свет. — ДетГиз, 1958. — 238 с. — 115 000 экз. || . — 1958. — 240 с. || . — 1963. — 240 с. || . — 1971. — 224 с.
- Тайц Я. Мой первый букет. — М.: Детская литература, 1967. — 16 с. || . — 1970. — 96 с. || . — 1989. — 39 с.
- Тайц Я. Приказ. — М.: Детская литература, 1968. — 32 с.
- Тайц Я. Находка. — М.: Детская литература, 1969. — 80 с.
- Тайц Я. Коньки. — М.: Детская литература, 1973. — 32 с.
- Тайц Я. Октябрятская звёздочка. — Л.: Детская литература, 1974. — 64 с.
- Тайц Я. В школьном переулке. — М.: Детская литература, 1975.
- Тайц Я. Послушный дождик. — Алма-Ата: Жалын, 1978. — 38 с.
- Тайц Я. Кубик на кубик. — М.: Детская литература, 1980. — 14 с.
- Тайц Я. Дом. — М.: Детская литература, 1989. — 32 с. — 2 000 000 экз. — ISBN 5-08-001497-0.
- Тайц Я. Домик в море. — М.: Детская литература, 1989. — 32 с.
- Тайц Я. Лучшие рассказы для детей. — Тригон, 1999. — 664 с. — 5000 экз. — ISBN 5-7910-0020-0.
- Тайц Я. Рябинка. — М.: Детская литература, 2006.
- Тайц Я. Храбрый утёнок и другие сказки. — АСТ, 2006. — 48 с. — 10 000 экз. — ISBN 5-17-037345-7.